# NGC 164
NGC 164 je galaksija u zviježđu Ribe.

## Vanjske poveznice
- SEDS: NGC 0164